# 片岡孝太郎
片岡 孝太郎（かたおか たかたろう、1968年〈昭和43年〉1月23日 - ）は、日本の歌舞伎役者、俳優。屋号は松嶋屋。定紋は追っかけ五枚銀杏。本名は片岡 康雄（かたおか やすお）。
京都府出身。父は十五代目片岡仁左衛門。妹が女優の片岡サチと片岡京子、長男に片岡千之助がいる。
若女形としてめざましい活躍を見せ、歌舞伎界の新世代のひとりとして活躍する一方、歌舞伎以外の映画・テレビドラマでも俳優として活動の幅を広げている。

## 略歴
- 1968年（昭和43年）1月23日 - 片岡孝夫（当時）の長男として生まれる。
- 1973年（昭和48年）7月 - 歌舞伎座『夏祭』の市松で片岡孝太郎を名乗り初舞台。
- 1987年（昭和62年） - 眞山青果賞新人賞。
- 1991年（平成3年） - 関西で歌舞伎を育てる会奨励賞。
- 1993年（平成5年） - 歌舞伎座賞。
- 1994年（平成6年） - 名題昇進
- 1998年（平成10年） - 2度目の十三夜会賞奨励賞。
- 1999年（平成11年） - 関西・歌舞伎を愛する会奨励賞。
- 2000年（平成12年） - 眞山青果賞奨励賞。
- 2001年（平成13年） - 眞山青果賞。
- 2003年（平成15年） - 国立劇場優秀賞。
- 2005年（平成17年） - 大阪舞台芸術奨励賞（歌舞伎部門）。
- 2007年（平成19年） - 国立劇場優秀賞。
- 2011年（平成23年） - 国立劇場優秀賞。

## 来歴
青山学院中等部、堀越高等学校卒業。
芸風は上方歌舞伎の特色である気品と格調を兼ね備えたもので、赤姫や娘役を得意としている。最近は『傾城反魂香』（吃又）のおとくなど女房役や『彦山権現誓助剣』（毛谷村）のお園など強い女性の役にも積極的に挑戦している。上方歌舞伎にも力を入れており、『女殺油地獄』のお吉や『心中天網島』（河庄）の小春といった役もしっとりとつとめる。伝統歌舞伎保存会会員の一人としても活動している。
近年では歌舞伎以外の分野でも俳優としての活動の幅を広げている。1987年（昭和62年）にはスティーヴン・スピルバーグ監督映画『太陽の帝国』に特攻隊員の少年として出演したのを皮切りに、1991年（平成3年）には大河ドラマ『太平記』は足利義詮役を演じた。2003年（平成15年）には『白い巨塔』では忠実な部下役である医局の佃友博を演じた。2008年（平成20年）には後藤俊夫監督の映画『Beauty うつくしいもの』での主人公・小椋半次（おぐらはんじ）役を演じた。2012年にはハリウッド映画『終戦のエンペラー』で、昭和天皇を演じた。
大の自動車好きであり、移動の際も自ら運転する機会も多い。しかし父からは「身の丈以上の車に乗ってはいけない」という教えを受けていたため、免許を取った当時大流行していたトヨタ・マークII等、好きなクルマを買えなかったというエピソードがある。また、『ニューモデルマガジンX』の愛読者であり、自らスクープ写真（都内を走るレクサス・LFAの走行シーン）を投稿して採用されたことがある。
1995年、元ファンの女性と結婚。2000年3月1日に孝太郎・博子夫妻の第1子として長男・正博が誕生。しかし2002年頃から別居し、2013年協議離婚成立。
2015年3月14日、デザイナーの女性と結婚。3月30日、湯島天満宮にて挙式。
2021年3月10日、孝太郎・真麻夫妻の第1子として男児が誕生（夫・孝太郎にとっては第2子）。
次男の命名を「孝明（たかあき）」と自身のブログで発表。

## 出演作品

### 歌舞伎の当たり役
- 女殺油地獄のお吉
- 心中天網島（河庄）の小春
- 傾城反魂香（吃又）のおとく
- 彦山権現誓助剣（毛谷村）のお園

### テレビドラマ
- 眠狂四郎円月殺法 第9話「はぐれ三味線運命剣 -蒲原の巻-」（1983年、テレビ東京） - 鶴吉 役
- 真田太平記（1985年、NHK新大型時代劇） - 真田大助 役
- 太平記（1991年、NHK大河ドラマ） - 足利義詮 役
- ホテルウーマン（1991年、関西テレビ）歌舞伎役者 中村 役
- 白い巨塔（2003年、フジテレビ） - 佃友博 役
- 働き盛りのがん（2009年12月26日、NHK） - 医師 役
- NHKスペシャル - 昭和天皇 役 ※ドキュメンタリー番組中の再現ドラマ
  - 昭和天皇は何を語ったのか～初公開・秘録「拝謁（はいえつ）記」～（2019年8月17日、NHK）
  - 発見 昭和天皇御進講メモ～戦時下 知られざる外交戦～（2023年8月7日、NHK）
- 相棒（テレビ朝日） - 袴田茂昭 役
  - season20 第11話「二人」（2022年1月1日）
  - season21 第11話「大金塊」（2023年1月1日）

### 映画
- 太陽の帝国（1987年、ワーナー・ブラザース） - 特攻隊員の少年 役
- Beauty うつくしいもの（2008年、ジョリーロジャー） - 小椋半次 役
- 終戦のエンペラー（2013年、松竹） - 昭和天皇 役[2]
- 小さいおうち（2014年、松竹） - 平井雅樹 役

### バラエティ
- ぶらり途中下車の旅（日本テレビ） - レポーター
- 京都心の都へ プレミアム 〜千年の奏で〜（日本テレビ） - ナレーター